# Liste der Kulturdenkmale in Dußlingen
In der Liste der Kulturdenkmale in Dußlingen sind alle unbeweglichen Bau- und Kunstdenkmale der Gemeinde Dußlingen verzeichnet, die im Verzeichnis der unbeweglichen Bau- und Kunstdenkmale und der zu prüfenden Objekte mit Stand Juli 2012, verzeichnet sind.
Diese Liste ist nicht rechtsverbindlich. Eine rechtsverbindliche Auskunft ist lediglich auf Anfrage bei der Unteren Denkmalschutzbehörde der Gemeinde Dußlingen erhältlich.

## Liste
| Bild           | Bezeichnung                                                  | Lage                                             | Datierung                        | Beschreibung | ID |
| -------------- | ------------------------------------------------------------ | ------------------------------------------------ | -------------------------------- | --- | -- |
|                | Villa P                                                      | Bahnhofstraße 5 (Flst.Nr. 0-635)                 | um 1920                          | zweigeschossige Villa, Quadermauerwerk, Walmdach, Nebengebäude, Park mit Einfriedungsmauer |    |
| Weitere Bilder | Bahnhof Dußlingen                                            | Bahnhofstraße 14, 16 (Flst.Nr. 0-108/1, 0-108/2) | 1868/69                          | Bahnhofstr. 14: zweieinhalbgeschossiges Empfangsgebäude, Quadermauerwerk, Kniestock und Giebel verbrettert, an der Ostseite Bahnsteigüberdachung, Architekt war Ludwig Friedrich von Gaab Bahnhofstr. 16: eingeschossiger Güterschuppen, senkrechte Brettschalung, flach geneigtes Satteldach, Laderampen Geschützt nach § 2 DSchG |    |
|                | Bahnwärterhaus                                               | Eichachstraße 76 (Flst.Nr. 0-9123)               | 1868/69                          | eingeschossiges Bahnwärterhaus über Kellersockel, holzverkleidet, Kniestock, wurde 1919 erweitert Geschützt nach § 2 DSchG |    |
|                | Milchsammelstelle P                                          | Hindenburgplatz 9 (Flst.Nr. 0-18)                | 1934                             | zweigeschossige Milchsammelstelle, verputzt |    |
|                | Waaghaus                                                     | Hindenburgplatz 12 (Flst.Nr. 0-1, 0-1/1)         | 1911                             | eingeschossiges Waaghaus, verputzt, davor Wiegebrücke, im Inneren technische Einrichtung der Fuhrwerks- und Viehwaage aus den 1950er Jahren Geschützt nach § 2 DSchG |    |
|                | Bauernhaus                                                   | Hindenburgplatz 13 (Flst.Nr. 0-17)               | 16./17. Jhd. (bzw. 17./18. Jhd.) | zweigeschossiges Bauernhaus, überwiegend freiliegendes Fachwerk südlich anliegende zweigeschossige Scheune, Fachwerkkonstruktion Geschützt nach § 2 DSchG |    |
|                | Eisenbahnviadukt                                             | Im Steinig (Flst.Nr. 0-117, 0-6410/1, 0-6629/1)  | 1867/68                          | Quadermauerwerk, Sandstein, großer, rustizierter Bogen über die Steinlach, zu beiden Seiten je ein kleinerer, rundbogiger Durchlass, Architekt war Ludwig Friedrich von Gaab Geschützt nach § 2 DSchG |    |
|                | Brunnen                                                      | Kappelstraße, Schloßhof (Flst.Nr. 0-116)         | 18./19. Jhd.                     | rechteckiges Sandsteinbecken mit Überlauf (ehemals Viehtränke), Brunnenstock wurde erneuert Geschützt nach § 2 DSchG |    |
|                | Gehöft                                                       | Kappelstraße 1, 1/1 (Flst.Nr. 0-140)             | 17./18. Jhd.                     | Kappelstr. 1: zweigeschossiges Bauernhaus, verputzt, im Giebel freiliegendes Fachwerk mit Zierformen Kappelstr. 1/1: frei stehende Scheune, Fachwerkkonstruktion Geschützt nach § 2 DSchG |    |
|                | Pfarrhof                                                     | Kirchstraße 26, 26/1 (Flst.Nr. 0-156-157)        | um 1450 (bzw. 18./19. Jhd.)      | Kirchstr. 26: zweigeschossiges Pfarrhaus, verputzt, Erdgeschoss massiv, rundbogige Türöffnungen, steinerne Konsolen, Satteldach mit einseitigem Krüppelwalm, im 18. Jahrhundert erneuert Kirchstr. 26/1: Scheune, konstruktives Fachwerk, Garten mit Resten der Einfriedungsmauer Geschützt nach § 2 DSchG |    |
|                | Brunnen                                                      | Kirchstraße 28 (bei) (Flst.Nr. 0-188)            | 18./19. Jhd.                     | zwei rechteckige Sandsteinbecken mit Überlauf (ehemals Viehtränken), Brunnenstock wurde erneuert Geschützt nach § 2 DSchG |    |
|                | Brunnenstube                                                 | Kirchstraße 38 (bei) (Flst.Nr. 0-170)            | 1819                             | unter Gartenhaus (ehemals Waschhaus), gewölbt, Steinplattenboden, dort runde Öffnung zur Quelle, ehemals Teil der öffentlichen Wasserversorgung Geschützt nach § 2 DSchG |    |
|                | Schulhaus                                                    | Kirchstraße 39 (Flst.Nr. 0-183, 0-183/1)         | 1702                             | zwei- bis dreigeschossig über Sockelgeschoss, verputzt, Walmdach, Anbau an der Ostseite 1823, Aufstockung durch Johann Georg Rupp 1836/37 Geschützt nach § 2 DSchG |    |
|                | Evangelische Peterskirche, Friedhof, Leichenhalle, Denkmäler | Kirchstraße 47, 49 (Flst.Nr. 0-183/1, 0-186/2)   | (frühestens) 1501                | Evangelische Peterskirche, flachgedeckter Saalbau, eingezogener, polygonal schließender Chor, Netzgewölbe, Sakristei an der Chorsüdseite, viergeschossiger Westturm, 1501–1508 [§ 28] ummauerter Friedhof, 1869 und 1947 erweitert [Mauer: teils § 28], [§ 2] eingeschossige Leichenhalle, verputzt, spitzbogige Arkaden, Dachreiter, 1947/1948 [§ 2] (südlich des Chores): Denkmal für die Gefallenen des Ersten Weltkriegs, Grünfläche mit Sandsteinkreuzen und Gedenktafel, triptychonartig, Sandstein, Relief eines Sterbenden und Inschrift, Namenstafeln, von der Bildhauerin Margarete Seufferheld (verheiratet mit Heinrich Seufferheld), 1918 [§ 2] (südlich des Chores): Denkmal für die Gefallenen der beiden Weltkriege, mit Schiefermauern eingefasste Grünfläche, Namenstafeln, überlebensgroße Liegefigur eines Mannes, Bleiguss, Stahlkreuz, Entwurf von Manfred Lehmbruck, 1956–1964 [§ 2] (nördlich des Chores): Grabmal der Familie Rilling, Tuffstein, Ziergitter, 1. Viertel 20. Jhd. [§ 2] Geschützt nach §§ 2 bzw. 28 DSchG |    |
|                | Brunnen                                                      | Kraußengasse, Uffhofenstraße (Flst.Nr. 0-373)    | 18./19. Jhd.                     | zwei rechteckige Sandsteinbecken mit Überlauf (ehemals Viehtränken), Brunnenstock wurde erneuert Geschützt nach § 2 DSchG |    |
|                | Grenztafel                                                   | Sampf (Gewann) (Flst.Nr. 0-8035)                 | 2. Hälfte 19. Jhd.               | gusseiserne Säule mit zwei Schildern, „Oberamt Tübingen“ und „Oberamt Rottenburg“, am Postament württembergisches Wappen, hergestellt von der Gießerei G. Kuhn Geschützt nach § 2 DSchG |    |
| Weitere Bilder | Schloss                                                      | Schloßhof 10 (Flst.Nr. 0-129)                    | um 1266                          | Sitz der Herren von Dußlingen, auch „Herter“ genannt, 1725–1949 Rathaus, Erdgeschoss massiv, Reste der Burg des 13. Jahrhunderts, Buckelquadermauerwerk, seitlich anschließende tonnengewölbte Tordurchfahrt, darüber zweigeschossiger Fachwerkbau, verputzt, 16./17. Jhd. Geschützt nach § 28 DSchG |    |
|                | Brauereigaststätte Steinlachburg                             | Steinlachburg 6 (Flst.Nr. 0-4679/1)              | 1888                             | zweigeschossiges heutiges Wohnhaus, Erdgeschoss massiv, Obergeschoss ausgeriegeltes Fachwerk, an der Rückseite Fachwerkveranden mit dazwischen liegender Terrasse Geschützt nach § 2 DSchG |    |
|                | Wohnhaus                                                     | Uffhofenstraße 6 (Flst.Nr. 0-11)                 | um 1500                          | zweigeschossiges Wohnhaus, verputzt, im Giebel freiliegendes Fachwerk, verblattete Konstruktion, im Erdgeschoss Ladeneinbau Anfang des 20. Jhd. Geschützt nach § 2 DSchG |    |
|                | Bahnwärterhaus P                                             | Wasser 1 (Flst.Nr. 0-6418/1)                     | 1868/69                          | eingeschossiges Bahnwärterhaus über Kellersockel, holzverkleidet, Kniestock |    |